# Bobby McDermott
Robert McDermott (* 7. Januar 1914 in Whitestone Queens, New York; † 3. Oktober 1963 in Yonkers, New York) war ein US-amerikanischer Basketballspieler und Trainer.
Er spielte ab 1935 für diverse Profiteams, zwischen 1936 und 1939 für die Original Celtics und von 1941 bis 1949 für verschiedene Teams der NBL.
McDermott war 1,80 m groß und spielte auf der Position des Guard. Er war der mit Abstand treffsicherste und spielstärkste Guard der späten 1930er und frühen 1940er Jahre. Er war 1945 der erste NBL-Spieler, der über 20 Punkte pro Spiel über die Saison schaffte.
In der Saison 1946/47 formte McDermott mit George Mikan ein dominantes Duo und gewann die NBL-Meisterschaft. Nachdem er zwischen 1942 und 1946 fünfmal in Folge MVP der NBL wurde, wählten ihn Sportjournalisten sowie Spieler und Trainer der NBL zum besten Spieler aller Zeiten. Nach dem Ende seiner Sportlerkarriere 1950 arbeitete er als Versicherungsvertreter. Er starb bei einem Autounfall.
Am 3. Mai 1988 wurde er postum in die Naismith Memorial Basketball Hall of Fame aufgenommen. Sein Enkel ist der ehemalige SAP Vorstand Bill McDermott.